# Ochsenfigur von Dieburg
Die Ochsenfigur von Dieburg aus Dieburg im Landkreis Darmstadt-Dieburg in Hessen gehört zu einem Gespann des späten 4. oder frühen 3. Jahrtausends v. Chr. Sie wird fälschlich auch als Stierfigur von Dieburg bezeichnet, obwohl Stiere als Zugtiere nicht einsetzbar sind. Die genauen Fundumstände sind unbekannt.
Die kupferne Plastik eines Ochsen gehörte zu einem Gespann, wie der Rest eines abgebrochenen Jochs auf dem Nacken erkennen lässt. Die Metallfigur hat eine Länge von 9,1, eine Breite von 3,3 und eine Höhe von 6,1 cm. Das Gewicht beträgt 252,9 Gramm. Der mittig schmale ovale Körper des Tieres verbreitert sich im Schulter- und Beckenbereich. Die Genitalien sind deutlich erkennbar. Die Beine besitzen weder Gelenke noch Hufe, die Hinterbeine sind unter den Körper verbogen. Der Hals geht in einen spitzen Kopf über. Die bogenförmigen Hörner weisen nach vorne. Seitlich des Kopfes aufgesetzte Kügelchen stellen die Augen dar. Eine Bohrung durch die Hinterhand war für eine Verbindungsstange zwischen den beiden Tieren des Gespanns vorgesehen.
Bisher sind mit Bytyń (poln. Wołki z Bytynia) bei Posen in Polen (von 1873) und Lisková im Okres Ružomberok in Ungarn nur zwei weitere kupferne Rindergespanndarstellungen der mitteleuropäischen Kupferzeit bekannt. Hingegen gibt es eine keramische Gespanndarstellung von Krężnica Jara (Polen). Sie  gelten als älteste künstlerische Belege (ihrer Gattung) für die Arbeit mit Zugtieren. Wesentlich filigraner sind Modelle aus dem vorderen Orient („Fund Anatolia b“, „Fund Berlin XI b 2869“, „Fund Anatolia no 4“), die mit vierrädrigen Wagen verbunden sind.
Die Figur von Dieburg befindet sich in der Ur- und Frühgeschichtlichen Sammlung der Universität Erlangen mit der Inventar-Nummer B 257.